# Юкскюла, Аарне-Мати Паулович
А́арне-Ма́ти Па́улович Ю́кскюла (эст. Aarne-Mati Üksküla; 21 сентября 1937, Таллин, Эстония — 29 октября 2017, Таллин, Эстония) — советский и эстонский актёр театра и кино, театральный педагог. Народный артист Эстонской ССР (1986).

## Биография
Родился 21 сентября 1937 года в Таллине.
В 1956—1957 годах учился в Таллинском педагогическом институте. В 1961 году окончил актёрский факультет Таллинской государственной консерватории (курс Вольдемара Пансо).
В течение 1961—1968 годов работал в Раквере-театре, в 1968—1978 годах — в драматическом театре «Эндла» в Пярну, в 1985—1988 годах — в Эстонском драматическом театре, в 1988—1993 годах — в театре-студии Старого города (эст. Vanalinnastuudio) и в 1993—2002 годах — снова в Эстонском драматическом театре. Также играл в театральной студии «Театрум».
Занимался педагогической деятельностью. C 1978 года преподавал в Таллинской государственной консерватории (ныне Эстонская академия музыки и театра) на кафедре драматического искусства (декан, с 1998 года — профессор).
В 1997 году преподавал на театральном факультете в Эстонском гуманитарном институте.
Похоронен в Таллине на кладбище Лийва.

## Семья
- Первая жена — эстонская актриса Сийна Юкскюла (урождённая Зинаида Игнатенко).
- Жена — эстонская актриса Мария Кленская (1951—2022).

## Награды
- 1974 — Заслуженный артист Эстонской ССР.
- 1986 — Народный артист Эстонской ССР.
- 1987 — Премия лучшему эстонскому актёру.
- 1998 — Премия Эстонского радио.
- 1998 — Премия фонда «Капитал культуры Эстонии».
- 1998 — Орден Белой звезды IV степени.
- 2004 — Государственная премия Эстонии в области культуры.
- 2006 — Орден Государственного герба IV степени.
- 2009 — Государственная премия Эстонии в области культуры.

## Фильмография
- 1960 — В дождь и в солнце (эст. Vihmas ja päikeses) — эпизод
- 1966 — Акварели одного лета (эст. Ühe suve akvarellid) — Луиджи
- 1966 — Письма с острова Чудаков (эст. Kirjad Sõgedate külast) — писатель, озвучил Александр Демьяненко
- 1970 — Заблудшие (эст. Valge laev) — Барри, дублировал Артём Карапетян
- 1971 — Свободны, как птицы (эст. Lindpriid) — Видрик Вирбус
- 1973 — Всадник без головы (исп. El Jinete sin Cabeza) (СССР, Куба) — Кассий Колхаун, озвучивание — Алексей Консовский
- 1974 — Опасные игры (эст. Ohtlikud mängud) — гауптманн СД, дублировал Эдуард Изотов
- 1975 — Школа господина Мауруса (эст. Indrek) — Болотов, дублировал Алексей Сафонов
- 1976 — Время жить, время любить (эст. Aeg elada, aeg armastada) — Мелтс, дублировал Олег Мокшанцев
- 1976 — Моя жена — бабушка (эст. Minu naine sai vanaemaks) — муж
- 1978 — Зимний отпуск (эст. Naine kütab sauna) — Тынис, дублировал Олег Мокшанцев
- 1979 — Огонь в глубине дерева (эст. Tuli puus) — незнакомец
- 1980 — Гибель 31 отдела (эст. 31. osakonna hukk) — Гуннар Блиндт
- 1980 — Лесные фиалки (эст. Metskannikesed) — Юхан, дублировал Валерий Козинец
- 1980 — Что посеешь… (эст. Ideaalmaastik) — Михкель Аас, отец Лийны
- 1981 — Домовой (эст. Pisuhänd) — Вестманн
- 1981 — Суровое море (эст. Karge meri) — пастор Лунд, дублировал Алексей Кожевников
- 1981 — Чертёнок (эст. Nukitsamees) — папа Ити и Кусти, дублировал Станислав Фесюнов
- 1982 — Арабелла — дочь пирата (эст. Arabella, mereröövli tütar) — капитан «Матильды»
- 1983 — Тайна «Чёрных дроздов» — эпизод
- 1983 — Неуловимое чудо (эст. Tabamata ime) — Густав Лауритс
- 1983 — Святая Сусанна, или Школа мастеров (эст. Püha Susanna ehk meistrite kool) — председатель колхоза
- 1984 — История о хирургии города N (эст. Lugu N linna kirurgiast) — хирург Драбина
- 1984 — Оловянные солдатики (англ. The Tin Men) (эст. Plekkmehed) — Гольдвазер, доктор
- 1984 — Реквием — Яан Прий
- 1984 — Серебряная пряжа Каролины (эст. Karoliine hõbelõng)
- 1985 — Бал в Савойе — Аристид
- 1985 — Мамуре (фр. Mamouret) — Антуан
- 1985 — Свора (эст. Bande) — Пауль Мадвинг
- 1986 — Через сто лет в мае (эст. Saja aasta pärast mais)
- 1988 — Враг респектабельного общества — Xовстад, редактор «Народного вестника»
- 1989 — Заговор женихов (эст. Vigased pruudid) — Яак
- 1989 — Мастер (эст. Meister) — Тобиас
- 1990 — Осень (эст. Sügis) — Паавел
- 1990 — Служанка (эст. Teenijanna) — господин Митт
- 1991 — Пляска смерти (эст. Surmatants) — отец Марты
- 1992 — Слеза Князя тьмы (эст. Saatana pisar) (Эстония, Польша, Россия) — адвокат Лепиксон, владелец отеля, отчим Гуннара, поклонник Сатаны
- 1992 — Тайный агнец (эст. Lammas all paremas nurgas) (Эстония) — Граф и профессор Метс
- 1993—1994 — Сальмоны (эст. Salmonid) (Эстония)
- 1993—2010 — Счастливые с Тринадцатой улицы (эст. Õnne 13) (Эстония) — Яак Палло, отец Пиле
- 1995 — Гимназисты Викмана (эст. Wikmani poisid) (Эстония) — господин Хелльманн
- 1996 — Письма с востока (англ. Letters from the East) (Великобритания, Эстония) — старый фотограф
- 1996—1999 — М-клуб (эст. M-Klubi) (Эстония) — Мастер
- 1997 — Все мои Ленины (эст. Minu Leninid) (Россия, Эстония, Дания, Финляндия) — Холлвег, государственный советник
- 1998 — Мгновение правды (англ. True Moments) (эст. Sanna ögonblick) (Швеция, Дания, Франция) — Тоомас Мяги
- 2000 — Любовник (эст. Armuke) (Эстония)
- 2005 — Гробовщик (англ. The undertaker) (эст. Surnumatja) (Великобритания, Эстония) — Херберт
- 2005 — Частота (эст. Sagedused) (Эстония) — дедушка
- 2006 — Визит старой дамы (эст. Vana daami visiit) (Эстония) — Альфред Илл
- 2007 — Киннунен (эст. Kinnunen) (Эстония)
- 2008 — День превращений (эст. Päev, mil ma kasvasin) (Эстония, короткометражный) — дедушка
- 2011 — Один из моих друзей (англ. A friend of mine) (эст. Üks mu sõber) (Эстония) — Мати